# Озерний Михайло Іванович
Миха́йло Іва́нович Озе́рний (28 травня 1938, Василівка, Лебединський район, Сумська область — 2 січня 2025, Миколаїв) — український художник в галузі кераміки, майстер декоративного мистецтва, член Національної спілки художників України (з 1967), лауреат Державної премії УРСР ім. Т. Г. Шевченка, заслужений діяч мистецтв України (2008), народний художник України (2019).

## Біографія
Народився 28 травня 1938 року в селі Василівка Лебединського району Сумської області. Після проходження військової служби вступив до відділу кераміки Косівського училища прикладного мистецтва, де навчався на майстра-художника. Після його закінчення у 1965 році і до 1968 року працював там викладачем.
З 1968 до 1973 року займав посаду головного художника Косівського художньо-виробничого комбінату Художнього фонду України. У це же час ретельно вивчав спадщину народних майстрів Прикарпаття, що згодом знайшо своє відображення у його творчості. Став одним з перших зачинателів нових пошуків в гуцульський кераміці-скульптурі малих форм.
З 1967 року член Івано-Франківської організації Спілки художників, з 1974 — Миколаївської.
З 1969 до 1989 року був членом республіканської Художньої ради з монументального мистецтва.
У 1973 році переїхав і почав працювати у Миколаєві. Займав посаду головного художника міста Миколаєва і Миколаївського художньо-виробничого комбінату (1973–1986), у цей період також працював у Миколаївській обласній організації Національної спілки художників України.
У 1981 році як учасник створення і автор оформлення першого в Україні музею суднобудування та флоту в місті Миколаєві отримав Державну премію ім. Т. Г. Шевченка.
Помер 2 січня 2025 року.

## Творчість
Озерний користується реалістичним принципом мистецтва. В творчості художника просліджуються національні і природні мотиви, серед яких — великий Очаківський цикл, твори, присвячені Слобожанщині, Седнєву, Карпатам та Криму. Велике місце в його творчості займає і мариністична тематика.
У минулому займався керамікою, скульптурою, пізніше освоїв живопис і досяг в ньому успіхів. Наразі працює в усіх трьох напрямках, створюючи картини, декоративні композиції, панно, рельєфи і скульптури. Роботи Озерного знаходяться в музеях і приватних колекціях Китаю, США, Ізраїлю, Англії, Німеччини та інших країн світу.
Постійний учасник обласних, всеукраїнських, міжнародних виставок, творчих пленумів.

### Твори
- Оформлення музею суднобудування і флоту (Миколаїв);
- Оформлення дитячого містечка «Казка» (Миколаїв);
- Меморіальна дошка поженику М. М. Свіжинському (Миколаїв);
- Декоративна композиція «Час» (Миколаївський ощадний банк);
- Декоративна композиція «Джерело» (Миколаївська центральна бібліотека ім. М. Л. Кропивницького);
- Декоративне панно-майоліка «Вечорниці» (Миколаївський національний академічний театр драми та музичної комедії);
- Картина «Дощ на пасіці» (Миколаївський обласний художній музеї імені В. В. Верещагіна);
- Картина «Урочиста хвилина» (Івано-Франківський художній музей);
- Картина «Домолились» (Коломийський художній музей);
- Картина «Сорочинський ярмарок»;
- Картина «Сурмач»;
- Картина «Згін худоби в полонини» (1968);
- Картина «Осінь» (2001);
- Картина «На Березані» (2002);
- Картина «На лимані» (2003).

### Вибрані виставки
- Республіканська молодіжна виставка (1966);
- Республіканська виставка «50 років Радянської влади» (1967);
- Ювілейна виставка українського народного декоративного мистецтва (Москва, 1967);
- Обласна виставка «50 років Радянської влади» (Івано-Франківськ, 1967);
- Всесоюзна виставка декоративного мистецтва (1968);
- Республіканська виставка «50 років ЛКСМ України» (1968);
- Республіканська виставка «100 років з дня народження Лесі Українки» (1969);
- Обласна виставка «100 років зі  дня народження В. І. Леніна» (Івано-Франківськ, 1969);
- Обласна виставка «40років  Перемоги» (Миколаїв, 1985);
- Обласна виставка «Художники і край» (Миколаїв, 1993);
- Всеукраїнська  виставка  до дня художника (Київ, 2008).

## Нагороди
- Лауреат державної премії ім. Т. Г. Шевченка (1981);
- Медаль «Ветеран праці» (1984);
- Почесна відзнака «За багаторічну плідну працю в галузі культури» (1991);
- Звання «Городянин року» в номінації «Мистецтво» (2008);
- Звання Заслужений діяч мистецтв України (2008);
- Звання Народний художник України (2019).